# Charles Johnson (giocatore di football americano 1986)
Charles Johnson (Hawkinsville, 10 luglio 1986) è un giocatore di football americano statunitense che milita nel ruolo di defensive end per i Carolina Panthers della National Football League (NFL).

## Biografia

### Carolina Panthers
Johnson fu scelto nel corso del terzo giro (83º assoluto) del Draft NFL 2007 dai Carolina Panthers. Nella sua stagione da rookie giocò sporadicamente, chiuso dai veterani Julius Peppers e Mike Rucker. L'anno seguente disputò tutte le 16 partite. Col ritirò di Rucker e un anno di esperienza in più mise a segno 25 tackle, 6 sack e forzò un fumble.
Il 2010 fu il primo anno da titolare di Johnson dopo l'addio di Julius Peppers, salendo a 11,5 sack (ottavo miglior risultato della lega), 62 placcaggi e un fumble forzato. A fine anno firmò un nuovo contratto di sei anni del valore di 72 milioni di dollari, di cui 32 milioni garantiti Il 2012 fu l'anno migliore della carriera a livello statistico per Johnson, che terminò con i nuovi primati personali in sack (12,5) e fumble forzati (7).
Il 29 settembre 2015, Johnson fu inserito in lista infortunati. Tornò nel roster attivo un mese dopo. concluse la stagione regolare con un solo sack. I Panthers terminarono col miglior record della lega, 15-1, giungendo fino al Super Bowl 50, perso per 24-10 contro i Denver Broncos.
Dopo essere stato svincolato dalla squadra per alleggerire il salary cap nel marzo 2016, rifirmò pochi giorni dopo un contratto annuale del valore di 3 milioni di dollari.

## Palmarès

### Franchigia
- National Football Conference Championship: 1

Carolina Panthers: 2015

## Statistiche
| Tackle         | 279  |
| Sack           | 63,5 |
| Intercetti     | 0    |
| Fumble forzati | 16   |

Statistiche aggiornate alla stagione 2015